# Raza aria

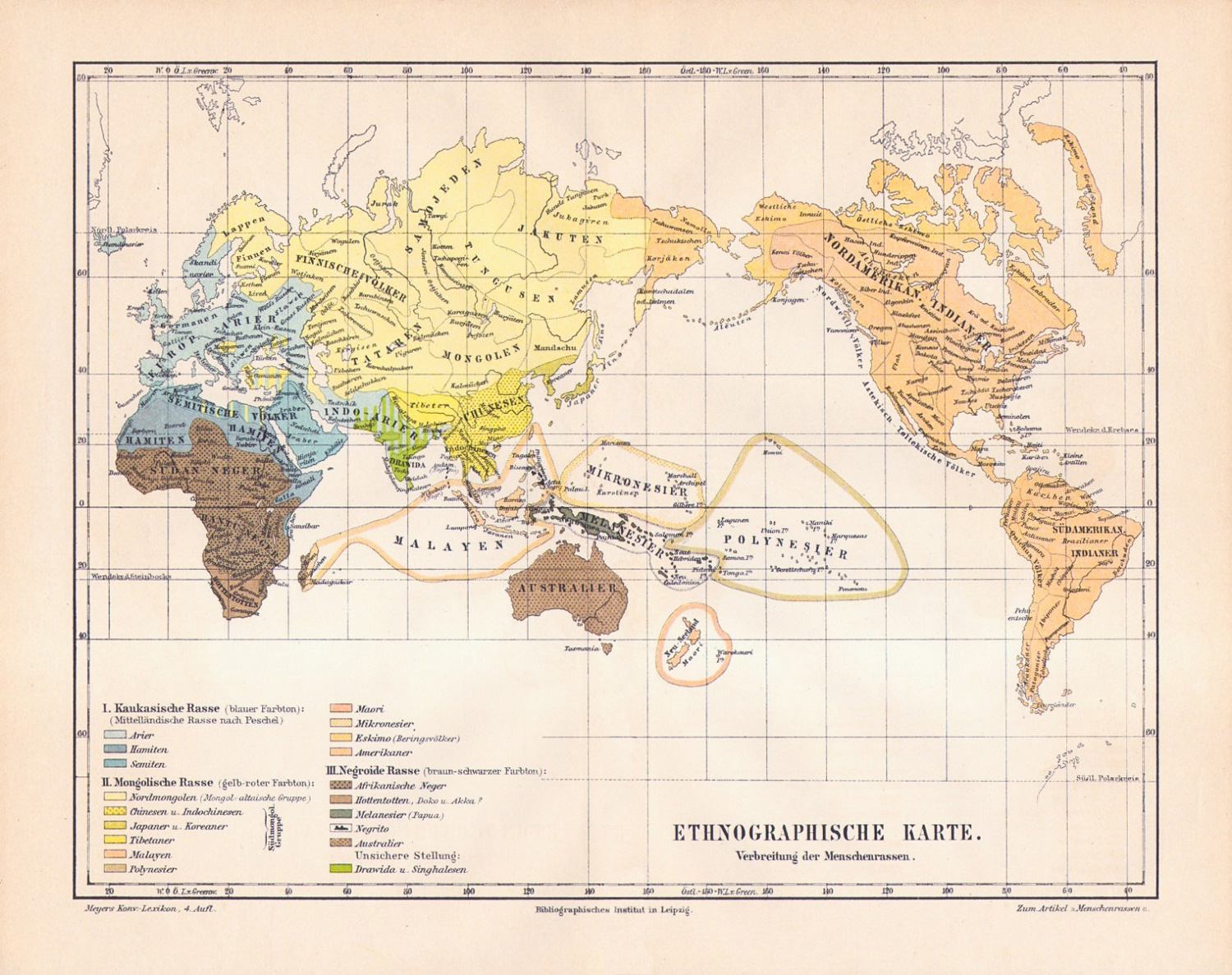
Mapamundi etnográfico alemán de finales del. Aquí se muestra a la raza caucásica (en varios tonos de azul) como compuesta por arios, semitas y camitas.

La raza aria es un concepto racial histórico que surgió a finales del siglo XIX para describir a las personas de herencia indoeuropea como un grupo racial. La hipótesis de que los antiguos hablantes de indoeuropeo constituían un grupo racialmente homogéneo ha sido ampliamente rechazada y refutada, ya que no existe evidencia histórica ni evidencia arqueológica que apoye la mayor parte de las afirmaciones formuladas en el siglo XIX.
El concepto surgió como interpretación racial de las propuestas lingüísticas sobre los hablantes originales de las lenguas indoeuropeas y sus descendientes hasta la actualidad constituyen una raza o subraza distintiva de la raza caucásica.

## Etimología
El término ario se ha utilizado generalmente para describir la raíz de la lengua proto-indoirania arya que era la denominación que los pueblos indoiranios antiguos adoptaron para describirse. Su afín en sánscrito es la palabra ārya (Devanagari: आर्य ), en origen una autodesignación étnica, que en sánscrito clásico mismo significa «honorable, respetable, noble». La palabra del Persa antiguo ariya- es el antepasado del nombre moderno de Irán (< 𐭠𐭩𐭥𐭠𐭭 ʾērān) y etnónimo del pueblo iraní.
El término indo-ario todavía se usa comúnmente para describir la mitad índica de los idiomas indoiranios, es decir, la familia que incluye el sánscrito y los idiomas modernos como el hindi, urdu, bengalí, nepalí, punyabí, guyaratí, romaní, cachemir, cingalés y marati.

## Historia
En el siglo XVIII, William Jones confirmó que muchas lenguas de la India, entre ellas el sánscrito tenía un origen común con el griego clásico y el latín. Esa confirmación fue el origen de la hipótesis indoeuropea. Hacia mediados del siglo XIX se consideraba que la lengua original fuente de las lenguas indoeuropeas debía ser más cercana a las lenguas indoarias que a otras lenguas indoeuropeas, y dado que en esa familia la palabra aryah 'arios' era la autodenominación se adoptó un derivado de esa forma para designar a los supuestos hablantes de proto-indoeuropeo, la lengua madre de las lenguas indoeuropeas posteriores (también llamadas hasta el siglo XX, lenguas indogermánicas). Luego el término se amplió también a los hablantes de lenguas indoeuropeas antiguas en su conjunto, incluidos los romanos, los griegos y los pueblos germánicos. También durante el siglo XIX se reconoció que los germanos, bálticos, celtas y eslavos, entre otros, también pertenecían al mismo grupo. Se argumentó que todos estos idiomas se originaron a partir de una raíz común, ahora conocida como protoindoeuropea, hablada por un pueblo antiguo que se consideraba antepasados de los pueblos europeos, iraníes e indo-arios. En el contexto de la antropología física y racismo científico del siglo XIX, el término «raza aria» llegó a ser mal aplicado a todas las personas que descienden de los proto-indo-europeos, un subgrupo de la de origen europeo o «raza caucásica», además de los indo-iraníes (que son las únicas personas que se sabe que usaron Arya como endónimo en la antigüedad). Se consideró que este uso incluía a la mayoría de los habitantes modernos de Australasia, el Cáucaso, Asia Central, Europa, América Latina, América del Norte, Siberia, Asia del Sur, África del Sur y Asia Occidental. Tales afirmaciones se hicieron cada vez más comunes a principios del siglo XIX, cuando se creía comúnmente que los arios se originaron en las estepas del suroeste de Eurasia (lo que hoy son Rusia y Ucrania).
El estudioso alemán Max Müller se identifica a menudo como el primer escritor en mencionar una «raza aria» en inglés. En sus Conferencias sobre la ciencia del lenguaje (1861) Müller se refirió a los arios como una «raza de personas». En ese momento, el término raza tenía el significado de «un grupo de tribus o pueblos, un grupo étnico». Posteriormente usó ocasionalmente el término «raza aria». 
Si bien la teoría de la «raza aria» siguió siendo popular, particularmente en Alemania, algunos autores se opusieron a ella, en particular Otto Schrader, Rudolph von Jhering y el etnólogo Robert Hartmann, quien propuso prohibir la noción de «ario» de la antropología. El concepto de ario de Müller fue posteriormente interpretado como un subgrupo biológicamente distinto de la humanidad, por escritores como Arthur de Gobineau, quien argumentó que los arios representaban una rama superior de la humanidad. 
A finales del siglo XIX, la teoría de la estepa de los orígenes indoeuropeos fue cuestionada por la opinión de que los indoeuropeos se originaron en la antigua Alemania o Escandinavia, o al menos que en esos países se había conservado la etnia indoeuropea original. En consecuencia, la palabra ario se usó de manera aún más restrictiva, y aún menos de acuerdo con sus orígenes indo-iraníes, para significar «germánicos», «nórdicos» o europeos del norte. Esta división implícita de los caucasoides en arios, semitas y camitas también se basó en la lingüística, más que en la antropología física. Era paralelo a una división tripartita arcaica en antropología entre razas «nórdicas», «alpinas» y «mediterráneas». El origen alemán de los arios fue especialmente promovido por el arqueólogo Gustaf Kossinna, quien afirmó que los pueblos protoindoeuropeos eran idénticos a la cultura de la cerámica cordada de la Alemania neolítica. Esta idea circuló ampliamente en la cultura intelectual y popular a principios del siglo XX.

### La raza aria en las teorías raciales nazis
El Partido Nazi en Alemania afirmó observar una estricta jerarquía científica de la raza humana. La visión de Adolf Hitler hacia la raza y la gente se puede encontrar a lo largo de su libro Mein Kampf, pero específicamente en el capítulo 11 «Nación y raza». Hitler hizo referencias a una «raza aria» que fundó un tipo superior de humanidad. El linaje más puro de arios según la ideología nazi era el pueblo nórdico de Alemania, Inglaterra, los Países Bajos y Escandinavia. Los nazis definieron a los nórdicos como identificados por estatura alta (promedio de 175 cm), caras largas, barbillas prominentes, narices estrechas y rectas con un puente bajo, constitución delgada, cráneos doliocefálicos, cabello lacio claro, ojos claros y piel clara. Los nazis afirmaron que los germanos representaban específicamente una rama del sur de la población ario-nórdica.
Los nazis no consideraban que todos los alemanes fueran del tipo nórdico (que predominaba en el norte), y afirmaron que Alemania también tenía una gran población «alpina» (identificada, entre otras características, por estatura más baja, complexión robusta, complexión más plana de la nariz y mayor incidencia de cabello y ojos más oscuros). Hitler y el teórico racial nazi Hans F.K. Günther enmarcaron esto como un problema que debe corregirse mediante la cría selectiva de rasgos «nórdicos». La propaganda de las Juventudes Hitlerianas enfatizaba la naturaleza «nórdica» de los alemanes, y el texto enviado a todos los miembros de las Juventudes Hitlerianas afirmaba: «el ingrediente principal de nuestro pueblo es la raza nórdica (55%). Eso no quiere decir que la mitad de nuestro pueblo sean puros nórdicos. Todas las razas antes mencionadas aparecen mezcladas en todos los lugares de nuestra patria. Sin embargo, la circunstancia de que la mayor parte de nuestra gente sea de ascendencia nórdica justifica que adoptemos un punto de vista nórdico a la hora de evaluar nuestro carácter y espíritu, estructura corporal y belleza fisica».
Estas visiones nazis de la superioridad de la «raza aria» y la inferioridad de otras razas, especialmente los eslavos, los negros, los gitanos y, en la parte inferior de la escala, los judíos, se convirtieron en la base de las políticas sociales alemanas una vez que Hitler llegó al poder. También fueron un factor importante en las invasiones de Hitler a Polonia y la URSS, y dieron como resultado el Holocausto y la muerte de muchos millones de personas, incluidos 6 millones de judíos.